# Anapisona guerrai
Anapisona guerrai är en spindelart som beskrevs av Müller 1987. Anapisona guerrai ingår i släktet Anapisona och familjen Anapidae.
Artens utbredningsområde är Colombia. Inga underarter finns listade i Catalogue of Life.